# Troma's War
Troma's War é um filme trash de ação, produzido nos Estados Unidos pela Troma Entertainment em 1988, co-escrito por Mitchell Dana e Eric Hattler e co-dirigido por Michael Herz e Lloyd Kaufman.
Depois de fazerem sucesso com filmes como O Vingador Tóxico e “Class of Nuke 'Em High”, a Troma Entertainment começou a produção desse filme que pretendia ser uma crítica ao presidente dos Estados Unidos, Ronald Reagan e da sua tentativa de glamourizar á Guerra. 
É considerado um dos melhores filmes de Troma, e um dos mais "sérios" em termos de conteúdo. Ele também foi um dos primeiros filmes a abordar a questão da AIDS. 
O filme teve alguns problemas com a censura. A versão lançada nos cinemas dos Estados Unidos, teve cortada 18 minutos do filme. Por esta razão, o filme não teve muito sucesso, mas foi refeito no mercado de vídeo tornando-se posteriormente um dos títulos mais vendidos de Troma.

## Sinopse
Um avião carregando um grupo de cidadãos de Tromaville cai em uma " ilha que acabou por ser habitada por um grupo de terroristas que procuram derrubar o governo do Estados Unidos, e estabelecer uma ditadura em todo o mundo, comandada por um monstro com duas faces.
O destino do mundo está nas mãos de um vendedor de carros usados, um homem obeso, uma dona de casa, um punk, uma garota cega e uma garota Afro-americano. 

## Elenco
- Carolyn Beauchamp... Lydia
- Sean Bowen... Taylor
- Rick Washburn... Parker (como Michael Ryder)
- Patrick Weathers... Kirkland
- Jessica Dublin	... Dottie
- Steven Crossley... Marshall
- Lorayn Lane Deluca... Maria
- Charles Kay-Hun... Hardwick
- Ara Romanoff... Cooney
- Brenda Brock... Kim
- Lisbeth Kaufman... Jingoistic baby
- Lisa Petruno... Jennifer (como Lisa Patruno)